# Meximia perfusa
Meximia perfusa là một loài bọ cánh cứng trong họ Cerambycidae.